# 青水の戦い
青水の戦い (ベラルーシ語: Бітва на Сініх Водах、リトアニア語: Mūšis prie Mėlynųjų Vandenų、ウクライナ語: Битва на Синіх Водах) は、1362年の9月24日から12月25日の間にかけて青水の川(シニュハ川)にてリトアニア大公アルギルダス率いる軍勢とタルゴヴィッツアの要塞 (現ウクライナ キロヴォフラード州ノヴォムィールホロド付近の村)近くのポジーリャを治めるタタール軍との間で行われた会戦である。
ジャーニー・ベク・ベルディ・ベク父子の非業の死によって生じたジョチ・ウルス内部の混乱を利用してアルギルダスはタタールの地への遠征を組織した。 リトアニア人とルーシ人はムラド・ハーン傘下の3人の領主に対して決定的な勝利をおさめた。戦いの結果、人口希薄なポジーリャと黒海の北部地帯をも含む現在のウクライナの大部分とキエフ（1324年のイルピン川の戦い後の段階で既にリトアニアに帰属していた）がリトアニア大公国の支配下となったことが明白となった。キエフ占領後のリトアニアはモスクワ大公国と直に隣接して競合するようになった。アルギルダスはキエフの統治を息子のヴラディミラスに委ね、ポジーリャを会戦に参加した弟カリヨタスの息子で甥にあたるアレクサンドラス、ユルギス 、コンスタンティナス及びテオドラス に与えた。

## 年代記による戦いについての情報

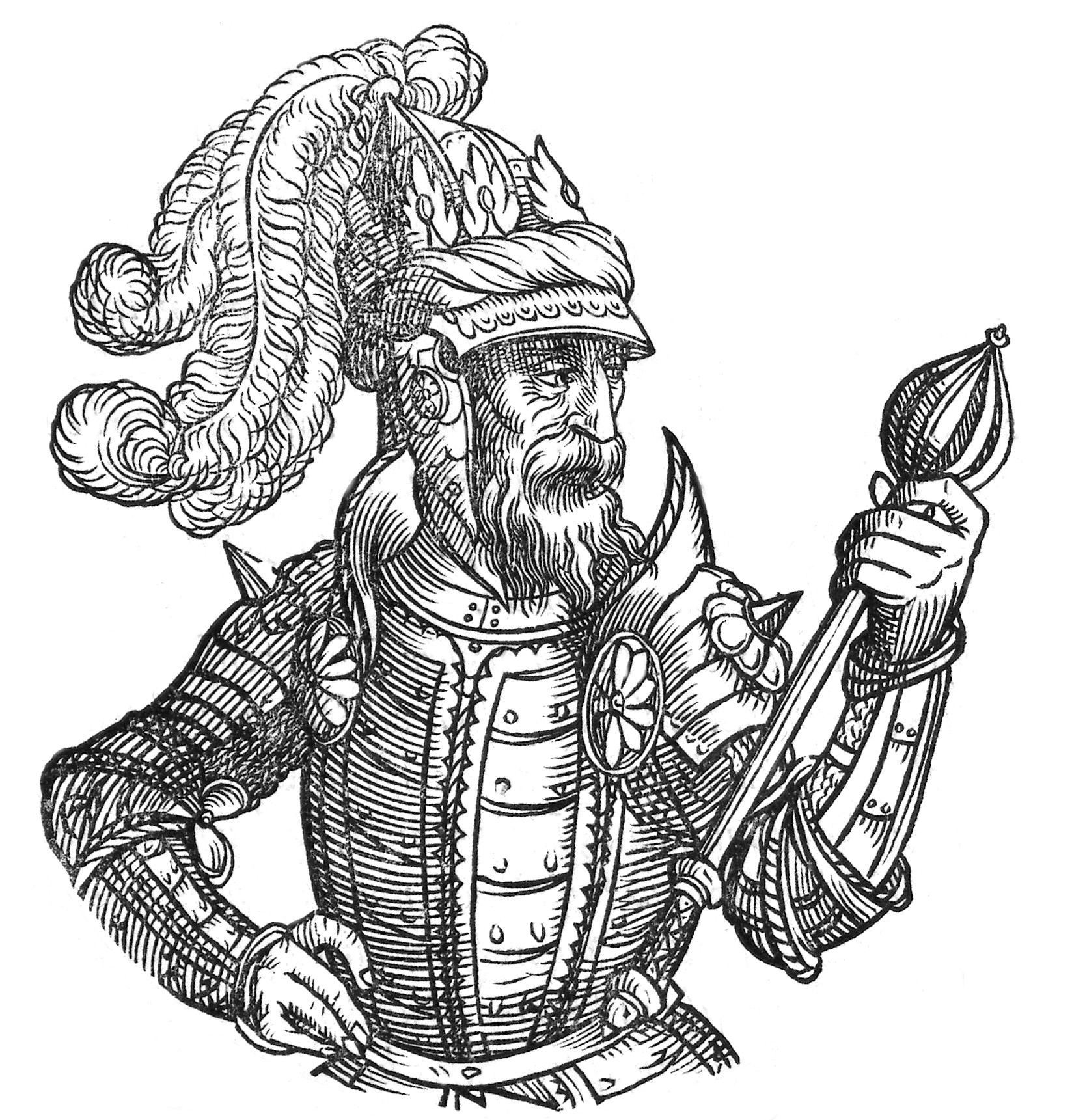
リトアニア大公アルギルダスの想像上による肖像画。1578年にアレクサンドル・グヴァーニンによって出版された『Описания Европейской Сарматии』の銅版画より。

幾つかの年代記にて戦いに関する報告が残されている。作者不明の年代記物語『ポジーリャについて』にて、タタール軍の3人の公の壊滅、ポジーリャの相続人、青水の戦いにおけるリトアニア大公アルギルダス率いる軍について初めて言及されている。ウクライナの歴史家Шабульдо Фによると物語の作者はリトアニアの高級政府官僚層と関係を持ち、, 同国とポーランド がポジーリャを巡って争っている真っ只中である1430年代初頭に自身の著作を著わした。ベラルーシの歴史及び史料学者でるВячеслав Чемерицкий は『ポジーリャ物語』には社会評論的な特徴があるが、同書の報告は基本的には歴史的事実と符合すると指摘する。『ポジーリャ物語』は日付抜きでこう伝える:
| 「 | 主君がリトアニアの地の大公アルギルダスになるや、リトアニアの軍勢は平原を進んで青水の地にて3人の兄弟且つ公であるクトゥルグ＝ベイ、ハジ＝ベイ、ディミタール率いるタタール軍に勝利した。汝は、3兄弟のタタールの地及び父祖の地たるポジーリャを、首領と軍勢を率き、首領を突くことでポジーリャの地を得た。 | 」 |

最終的な編纂が1396年の秋に行われた『ロゴジスク年代記』は以下の通りに伝えている: «Въ лѢто 6871… Того же лѢта Литва взяли Коршевъ и сотворишас[я] мятежи и тягота людемъ по всеи земли. Тое же осени Олгрд Синю воду и БѢлобережїе повоевалъ»。同じく1520年代末の『ニーコン年代記全集』にも幾つかは省かれているが、会戦に関する情報が保存されている。
最後に『グスティンスカヤ年代記』はこう伝える:
| 「 | В лѢто 6870… В сіє лѢто Ольгерд побѢди трех царков Татарских из ордами их, си єсть, Котлубаха, Качзея, Дмитра; и оттоли от Подоля изгна власть Татарскую. Сей Олгерд и иныя Рускія державы во власть свою пріят, и Кіев под Федором князем взят, и посади в нем Володымера сына своего, и нача над сими владѢти, им же отци его дань даяху. | 」 |

。
後の信頼に足りない『ヴィホヴィエッツ年代記』によると会戦は1351年に行われた。

## 史料上の問い
14世紀後半にポジーリャがリトアニア大公国に組み込まれた問題に関して、歴史家のДмитрий Ващукは、多数の研究調査にも係わらず、会戦の日時、場所、その全体像が正確には究明されていないと指摘する。
青水の戦いに関する最初の研究上の問いは16世紀末に提起された。ポーランドの歴史家マチェイ・ストリコフスキイは、1577年に著わし、400年後の1978年にワルシャワで出版された『光栄且つ高潔なリトアニア、ポーランド、ジェマイティア、ルーシ・・・の国民についての始まり、起源、行いについて』(ポーランド語: O początkach… sprawach rycerskiego sławnego narodu litewskiego…)にて会戦について手短に解説し、その年代は1329年であると記述している。1582年にケーニヒスベルクで出版された『ポーランド、リトアニア、ジェマイティア及び全ルーシの年代記』 (ポーランド語: Kronika Polska, Litewska, Żmudzka i wszystkiej Rusi)にてストリコフスキイは会戦が与えた多大な影響について割き、その年代が早くも1331年であったと記述している。
会戦の年代と場所は19世紀から20世紀初頭にかけて歴史家の議論の的となった。ヴォロディーミル・アントノヴィチは1878年にキエフで出版された『15世紀までのリトアニア大公国史の概説』にて 「1362年にアルギルダスは青水の川岸にてクトゥルベグ、ハジ・ベイ、ディミタール以下3人のタタールの公に対して徹底的な勝利をおさめた。アルギルダスがジョチ・ウルスを撃破したことを受けクリミアの一部、ドブロジャの一部及びポジーリャはその支配から離れてリトアニアの支配権に移った」と記述している。アントノヴィチは法制史家ミハイル・ヤシンスキーの著作『リトアニア＝ルーシ国家の規約に乗っ取った地方文書』(1889年にキエフにて出版)及びフョードル・レオントヴィチの著作リトアニア＝ルーシの法制史概説。リトアニア国家の領域の教育』(1894年にサンクト・ペテルブルクにて出版)を支持している。
マトベイ・リュトフスキイ はその著作『初期リトアニアの法律が出版された時期のリトアニア＝ルーシ国家の地方分割及び地方行政』(1892年にモスクワにて出版)及び『ルブリン合同までを含めたリトアニア＝ルーシ国家の法制史』(1910年にモスクワにて出版)にて青水の戦いの日付に関する二者一択的な考えを述べている。マトベイは「アルギルダス大公が1363年に青水にてタタールのハンを破った後にポジーリャはカリヨタスの息子が占領することとなった」とし、彼の地では「地方のルーシの住民が自らの首領に対して貢税を支払っていた」と指摘する。会戦の年代を1363年に確定することは ミハイル・グルシェフスキイによってなされている。『ウクライナ＝ルーシの歴史』の第4巻(1907年にキエフ及びリヴォフにて第二版が出版) で 「結局のところ、結論は1363年であることに甘んぜざるをえない。アルギルダスはタタールとの戦闘に突入してキエフ南方に遠征してタタールを撃破し、この事件と関連する真実性の高いこととして正式にキエフとポジーリャを占領下においたのである」。
1997年と1998年にキロヴォフラードで開かれた二つの学術大会で青水の戦いが明らかにされた。このウクライナ歴史研究所での会議の資料は2005年に『青水の戦いの問題に関する最新の研究』(ウクライナ語: Синьоводська проблема у новітніх дослідженнях)の論文集として出版された。
どのタタールの公（特にルーシの公及びドブロジャのベイとして見做されているドミトリーとの関係について）に対して勝利したかについて研究者は異なる意見を述べている。ショルツェルの報告を基にした最も根拠のある仮定がなされた。それは年代記には残っていない情報に基づくもので、アルギルダスが1396年にドン川付近にてクリム、キルケリ、モンロプのハンを破ったと報告されている。クトゥルグがソルハタの統治者であったことは、ジェノヴァの歴史家によって何度も記述されていることから十分かつ正確に確定されている。他方、ジェノヴァの条約文ではクリミアのソルハタの長としてKothlobegの名が言及されている。1380年の別の条約ではアミールは偽りの名でElias 、イナクの息子 Cotlobogaとして記述されている。マングパの統治者ドミトリーを6870 年(1361年 -1362年)の署名に言及されている ἑκατοντάρχος («百人隊長») クイタニイ (ドミトリー)とを大変注意深く同一視する。キルク＝エレはこの時ヤシュラウ家のベイによって統治されたことで知られているが、その名は知られていない。

## 戦闘
青水の戦いについての十分且つ詳細な記述はマチェイ・ストリコフスキイの年代記に残っているのみである:
| 「 | アルギルダスはプロイセンとリヴォニアのキリスト教徒との間で2年間の和平協定を締結するとタタールに対する 荒野への遠征に出発した。アルギルダスと共に、その甥でナヴァフルダク公カリヨタスの息子であるアレクサンドラス、ユルギス 、コンスタンティナス及びテオドラスも出陣した。カーネフ、チェルカスを通過した彼等が青水の一帯に到着すると平原には3人の皇子に率いられ、3つの部隊に分かれていたタタールの大軍を発見した。最初の部隊はスルタン・クトゥルグ＝ベイが、二番目の部隊はスルタン・ハジ＝ベイが、そして三番目の部隊をスルタン・ディミタールがそれぞれ率いていた。タタール軍が戦闘の準備をしているのを発見したアルギルダスは自軍の六つの部隊を各々の曲がった形で整列させた。各部隊の側面が同一ではなく指揮官が分離された形になっているのはタタールが通常の戦い通りに包囲して矢で損害を与えるという考え方を思い浮かばせないようにするためである。激情に狩られたタタール軍はリトアニア軍に向けて密集した鉄の矢の雨を浴びせることで戦闘を開始した。幾つかの小競り合いが生じたが、アルギルダスの陣形が適切且つ迅速な機動力であったことからその損害は小規模なものであった。剣と槍で武装したリトアニア＝ルーシ軍は突然襲いかかり、白兵戦にて正面のタタール軍を壊滅させ、半円形のまま足踏みが乱れたタタール軍を混乱させた。他方、特にカリヨタス一門率いるナヴァフルダク部隊は石矢で不意に襲撃し、あたかも暴風の如く長槍を以て敵を鞍の上から叩き落とした。リトアニア軍による正面に対する猛攻に長期に渡って耐えきれなかったことからタタール軍は混乱し始めて驚き、広大な平野を後退した。戦場にはクトゥルグ＝ベイ、ハジ＝ベイ（その名はオチャクへの道に沿った荒野のハジベイの塩の湖に因んで名付けられた）、スルタン・ディミタールの三人の皇子及びその多数の貴族と軽騎兵が殺された。かくして平原と川はタタール軍の遺体で満たされたのである。 | 」 |

歴史家のアレクセイ・ブライチェンコによると、このストリコフスキイによる報告の真偽に対する賛同・反対の批評は同じ歴史家によってなされたものであり、その論証を裏付けしたり論破することは許容してはいない。ブライチェンコは、ストリコフスキイの報告で僅かに認められるものは、敵軍の行動の描写が当時の戦術の水準と一致していることであると指摘する。
ストリコフスキイの執筆に従うならば青水の戦いの終了は二段階に分けられた可能性がある。第一段階は三つの部隊に分かれたタタールの部隊と半月状且つ六つの部隊に分かれたアルギルダスの軍勢が対峙していた。中央を壊滅させようとしたタタールの目論見が不正確になったことが明白となった。アルギルダスは軍勢を脇へ遣って道を開けて敵騎兵を通らせ、側面から射撃を加えた。第二段階ではアルギルダスが攻勢に移り、タタール軍の包囲殲滅に努めた。タタール軍は猛攻に耐えられずに撤退し、アルギルダスがその残敵を追討することで会戦は終了した。

## 結果と会戦の意義
1380年のクリコヴォの戦いより遥か以前に生じたリトアニア＝ルーシ軍による勝利はジョチ・ウルスの権威を失墜させ、東スラヴ人がタタールの軛から解放される始まりとなった。
会戦に勝利するやアルギルダスは13世紀半ば以来タタールが支配したキエフとポジーリャを彼等から奪取し、その結果、 黒海に至る遥か南方に拡大させたのである。ジョチ・ウルスのハンはこれ等の地への襲撃を未だに行い、時には貢税が支払われることがあったが、政治的権力を喪失することとなった。南西ルーシ及び南ルーシを自領に組み込むことでリトアニア大公国は当時のヨーロッパの強国となった。